# Léognan
Léognan – miejscowość i gmina we Francji, w regionie Nowa Akwitania, w departamencie Żyronda.
Według danych na rok 1990 gminę zamieszkiwało 8008 osób, a gęstość zaludnienia wynosiła 193 osób/km² (wśród 2290 gmin Akwitanii Léognan plasuje się na 46. miejscu pod względem liczby ludności, natomiast pod względem powierzchni na miejscu 165.).